# 格伦·卢瑟·马丁
格伦·卢瑟·马丁（Glenn Luther Martin，1886年1月17日—1955年12月5日）是一位航空先锋和格伦·L·马丁公司的创建者。

## 生平
1886年生於愛荷華州，曾向马里兰大学捐助大笔资金创办了包括工程学院在内的Glenn L. Martin Institute of Technology。格伦·L·马丁公司后成为马丁·玛丽埃塔，最终成为现在的洛克西德·马丁。威廉·爱德华·波音，詹姆斯·史密斯·麦克唐纳，唐纳德·维尔斯·道格拉斯，劳伦斯·贝尔都曾经是格伦·L·马丁的雇员。